# Alfons Licznerski

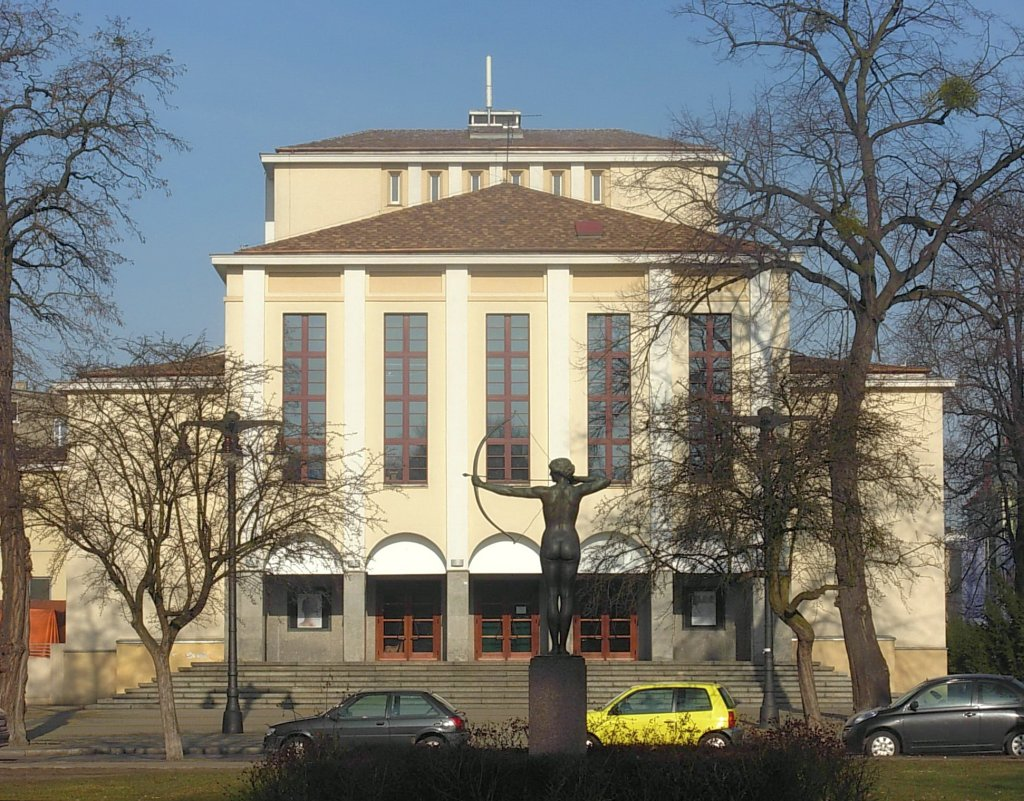
Teatr Polski w Bydgoszczy wybudowany w latach 1948–1949 według projektu Alfonsa Licznerskiego.

Alfons Licznerski (ur. 25 września 1902 w Sampławie, zm. 8 czerwca 1976 w Bydgoszczy) – polski dyplomowany inżynier – architekt, działacz społeczny, przez większą część życia związany z Bydgoszczą.

## Życiorys
Urodził się  we wsi Sampława w powiecie lubawskim. Był synem Józefa, rolnika, sołtysa w Sampławie i Otylii ze Zdrojewskich. Do szkoły uczęszczał w Rożentalu Lubawskim (1908-1915), gdzie w 1906 osiedlili się jego rodzice. Jesienią 1915 rozpoczął naukę w progimnazjum w Lubawie. Tam pod wpływem kolegów zainteresował się problematyką społeczno-narodową i w 1917 wstąpił do tajnego Towarzystwa Tomasza Zana. Na zebraniach tej organizacji uczył się historii i literatury polskiej.
W 1919 działał w tajnej polskiej drużynie skautingu, a następnie od 1920 w pierwszej gimnazjalnej drużynie harcerskiej. Następnie od 1921 uczył się w gimnazjum klasycznym w Toruniu, gdzie w 1924 zdał egzamin dojrzałości. Po maturze został powołany do służby wojskowej w Grudziądzu, lecz z powodu wypadku został na stałe zwolniony z wojska.
W latach 1925–1933 studiował na Wydziale Architektury Technische Hochschule der Freien Stadt Danzig, uzyskując w marcu 1934 tytuł inżyniera budownictwa naziemnego. W czasie studiów uczestniczył w polskiej korporacji „Rosevia” i Bratniej Pomocy. Uczestniczył również w wycieczkach członków korporacji do atrakcyjniejszych miejscowości na Pomorzu i na Kaszubach. Na zebraniach korporanckich zabierał głos w sprawach politycznych, np. na zebraniu dyskusyjnym Gdańskiego Koła Międzykorporacyjnego w 1933 r., w którym uczestniczyli przedstawiciele Komisariatu Generalnego RP w Gdańsku, wygłosił referat pt. „Polskość Pomorza i Gdańska”.
W czasie studiów odbył dłuższe praktyki zawodowe w przedsiębiorstwach i urzędach budowlanych w Gdyni i Gdańsku (1928-1933). Był zatrudniony przy budowach dworca kolejowego we Władysławowie (1928), magazynu portowego i chłodni rybnej w Gdyni (1929-1932) oraz mieszkaniowej kolonii robotniczej w Gdyni (1932-1933). Po ukończeniu studiów kierował robotami przy budowie rzeźni miejskiej w Płocku (1934-1935). W latach 1935–1936 był kierownikiem robót przy rozbudowie gimnazjum polskiego w Gdańsku. Studia i praktyki zawodowe pogłębiał w czasie podróży krajowych i zagranicznych (1930 Niemcy, 1937), studiując zagadnienia urbanistyczne i problemy budownictwa przemysłowego. W 1935 r. zdobył II nagrodę za projekt mleczarni spółdzielczej w Warszawie.

### Działalność zawodowa w Bydgoszczy
We wrześniu 1936 zamieszkał w Bydgoszczy. Do wybuchu II wojny światowej pracował w Oddziale Budownictwa Zarządu Miejskiego w Bydgoszczy na stanowisku kierownika budów i projektanta. W 1939 został ekspertem budownictwa przemysłowego przy Związku Miast Polskich w Warszawie. W latach 1937–1938 był również wykładowcą w bydgoskiej Państwowej Szkole Przemysłowej. Był członkiem Polskiego Związku Zachodniego i Ligi Morskiej i Kolonialnej. W okresie okupacji niemieckiej, jako dobry fachowiec, zatrudniony został w październiku 1939 w Wydziale Technicznym Zarządu Miejskiego w Bydgoszczy. W końcu lutego 1944 został wcielony do armii niemieckiej.
Do Bydgoszczy powrócił w listopadzie 1945 z amerykańskiej strefy okupacyjnej w Niemczech. Rozpoczął wówczas pracę w Regionalnej Dyrekcji Planowania Przestrzennego w Bydgoszczy, gdzie zajmował stanowisko kierownika pracowni urbanistycznej (1945-1948). W 1947 na zlecenie Komitetu Odbudowy Teatru w Bydgoszczy opracował projekt budowy nowego gmachu teatralnego (Teatr Polski w Bydgoszczy).
W listopadzie 1948 objął stanowisko głównego architekta w Biurze Projektów Budownictwa Przemysłowego w Bydgoszczy i sprawował je do kwietnia 1954 r. Następnie organizował w Miastoprojekcie pracownię urbanistyczną, a od  czerwca 1955 był kierownikiem Pracowni Urbanistycznej Wojewódzkiego Zarządu Architektoniczno-Budowlanego. W latach 1958–1961 kierował Pracownią Urbanistyczną w Miejskim Zarządzie Architektoniczno-Budowlanym Prezydium Miejskiej Rady Narodowej w Bydgoszczy, a następnie Prezydium MRN powołało go na stanowisko starszego projektanta z równoczesnym wykonywaniem czynności głównego specjalisty do spraw urbanistyczno-architektonicznych Miejskiej Pracowni Urbanistycznej. W 1968 r. przeszedł na emeryturę.

### Działalność społeczna
W latach 1946–1952 był również wykładowcą w Ośrodku Szkolenia Zawodowego w Bydgoszczy. Był członkiem Polskiego Związku Inżynierów i Techników Budownictwa (1946), Stowarzyszenia Architektów Polskich (od 1947) oraz Wojewódzkiej Komisji Urbanistycznej (od 1950). Od 1959 r. był członkiem zwyczajnym Wydziału Nauk Humanistycznych i Komisji Sztuki Bydgoskiego Towarzystwa Naukowego.
Aktywny w Towarzystwie Miłośników Miasta Bydgoszczy (od 1936). Pełnił w nim różne funkcje: prezesa, członka zarządu, przewodniczącego sekcji problemowych. Zapoczątkował kompletowanie fotografii bydgoskich zabytków. Był cenionym prelegentem dziejów miasta, jego architektury i planów rozbudowy miasta. Opowiadał się za rekonstrukcją m.in. ratusza miejskiego. Przez szereg lat przewodniczył konkursowi „Miasto w kwiatach i zieleni”. W 1971 r. otrzymał tytuł Honorowego Członka TMMB. Pasją jego było również malarstwo związane głównie z Bydgoszczą. Jego prace wystawiano i nagradzano. Niektóre z nich zakupiła Wojewódzka i Miejska Biblioteka Publiczna w Bydgoszczy.
Zmarł 8 czerwca 1976 w Bydgoszczy. Został pochowany na cmentarzu Nowofarnym.

### Odznaczenia
Został odznaczony Złotym Krzyżem Zasługi (1956), Krzyżem Oficerskim Orderu Odrodzenia Polski (1969), odznaką „Bydgoszcz - Zasłużonemu Obywatelowi” (1960) oraz Złotą Odznaką Honorową Towarzystwa Urbanistów Polskich (1973).
Na wniosek TMMB jedną z ulic w bydgoskiej dzielnicy Fordon nazwano jego imieniem.

### Rodzina
Alfons Licznerski od 1938 r. był żonaty z Kazimierą z Przybylskich. Miał dwóch synów: Zdzisława Józefa (ur. 1938) i Adama Bogdana (ur. 1940), urodzonych w Bydgoszczy.